# Ballon de Paris
Der Ballon de Paris ist ein Fesselballon, der als Touristenattraktion seit 1999 in Paris im Parc André-Citroën installiert ist. Er dient darüber hinaus als Instrument zur Umweltsensibilisierung, indem er abhängig von der Luftqualität, seine Farbe von grün (gute Qualität) bis rot (schlecht) ändern kann. Entworfen und entwickelt von der Firma Aerophile, haben in zehn Jahren eine halbe Million Besucher den 150 m über dem Boden schwebenden Ballon genutzt.